# Herbert Hönnige
Herbert Hönnige (* 1941 oder 1942; † 8. April 2024 in Besitz) war ein deutscher Handballspieler.

## Leben und Wirken
Herbert Hönnige, Spitzname Hebbe, spielte beim TSB Heilbronn-Horkheim. Im Januar 1961 trat er mit einer Kreisauswahl in einem Freundschaftsspiel gegen die bundesdeutsche Nationalmannschaft an; er erzielte dabei acht Tore. 1962 wurde er erstmals in der B-Nationalmannschaft eingesetzt. 1963 schloss sich Hönnige der SG Leutershausen an.
Hönnige nahm 1964 mit der bundesdeutschen Nationalmannschaft an der Weltmeisterschaft in der Tschechoslowakei teil und kam auf den vierten Rang. Auch 1967 gehörte er zum WM-Aufgebot; bei dem Turnier in Schweden erreichte man den sechsten Platz. Hönnige bestritt insgesamt 44 Länderspiele im Hallen- sowie zwei im Feldhandball.
1966 stand Hönnige mit Leutershausen im Endspiel um die deutsche Hallenhandballmeisterschaft: Dort erzielte er gegen den VfL Gummersbach vier Tore, verlor die Partie mit seiner Mannschaft aber mit 9:14. 1968 wurde er mit Leutershausen deutscher Meister im Hallenhandball: Wieder war Gummersbach der Endspielgegner; Hönnige trug zwei Tore zum 20:13-Sieg bei. 1969 errang er als Spielmacher, der zudem in diesen erfolgreichen Jahren des Vereins auch Spielführer war, mit der SG den deutschen Meistertitel im Feldhandball.
Als Trainer betreute Hönnige ab April bis Herbst 1971 den TSV 1866 Weinsberg. Noch als aktiver Spieler trainierte er die TG Laudenbach und den TSV Pfungstadt, beide auf dem Feld und in der Halle, später den TV Hochdorf, seinen Heimatverein TSB Heilbronn-Horkheim (Regionalliga, Saison 1978/79), als Spielertrainer den TSV Oftersheim (Regionalliga) sowie die Frauen der SG Leutershausen (Regionalliga), mit denen er knapp den Aufstieg in die zweite Liga verpasste und des VfL Neckargartach (2. Liga). 1972 betreute er zudem für drei Monate – zwei Monate in Kanada und anschließend einen Monat bei einer Europatournee – die Kanadische Nationalmannschaft beim nicht erfolgreichen Versuch, sich für die Olympischen Sommerspiele in München zu qualifizieren.
Hönnige studierte an der Universität Heidelberg Philosophie, Germanistik und Sport. Während dieser Zeit bestritt er auch Spiele für die deutsche Studenten-Nationalmannschaft. Nach dem Studium arbeitete er als Lehrer und leitete bis 1976 die deutsche Schule in Brega (Libyen). Sein Sohn Markus war ebenfalls Handballnationalspieler, seine Tochter Dominique spielte bei der TSG Ketsch in der Frauen-Bundesliga. Seine letzten Lebensjahre verbrachte er mit seiner Frau, mit der er rund 60 Jahre lang verheiratet war, in Mecklenburg-Vorpommern. Dort starb er im April 2024 nach längerer, schwerer Krankheit im Alter von 82 Jahren.